# Ghi nhớ

Ghi nhớ hoặc xem lại một công thức toán học bằng phần mềm Flashcard Anki, do đó thực hành nhớ lại tích cực. Đầu tiên, chỉ có câu hỏi được hiển thị. Sau đó, câu trả lời cũng được hiển thị, để xác minh.

Ghi nhớ là quá trình đưa một cái gì đó vào bộ nhớ. Quá trình tâm thần được thực hiện để lưu trữ trong bộ nhớ để nhớ lại các mục như kinh nghiệm, tên, cuộc hẹn, địa chỉ, số điện thoại, danh sách, câu chuyện, thơ, hình ảnh, bản đồ, sơ đồ, sự kiện, âm nhạc hoặc thông tin hình ảnh, thính giác hoặc thông tin chiến thuật.
Nghiên cứu khoa học về trí nhớ là một phần của khoa học thần kinh nhận thức, vốn là một mối liên kết liên ngành giữa tâm lý học nhận thức và khoa học thần kinh.

## Phát triển ghi nhớ
Trong ba năm đầu đời của trẻ, chúng bắt đầu có dấu hiệu của trí nhớ mà sau đó được cải thiện khi bước vào tuổi thiếu niên. Điều này bao gồm bộ nhớ ngắn hạn, bộ nhớ dài hạn, bộ nhớ làm việc và bộ nhớ tự truyện. Trí nhớ là một năng lực cơ bản đóng vai trò đặc biệt trong hoạt động xã hội, cảm xúc và nhận thức. Các vấn đề với việc nghiên cứu phát triển ghi nhớ bao gồm phải sử dụng phản hồi và xác nhận bằng lời nói.

## Kỹ thuật
Một số nguyên tắc và kỹ thuật đã được sử dụng để hỗ trợ ghi nhớ bao gồm:
- Học vẹt, một kỹ thuật học tập không chỉ tập trung vào sự hiểu biết mà là ghi nhớ bằng phương pháp lặp lại. Ví dụ, nếu các từ được học, chúng có thể được nói to hoặc viết lại nhiều lần. Các hình thức học vẹt chuyên dụng cũng đã được sử dụng trong thánh ca Vệ đà từ cách đây ba ngàn năm,[1] để bảo tồn ngữ điệu và độ chính xác từ vựng của các văn bản rất dài, một số có hàng chục ngàn câu thơ.
- Lặp lại ngắt quãng, một nguyên tắc cam kết thông tin vào bộ nhớ dài hạn bằng cách tăng khoảng thời gian giữa các lần xem xét tiếp theo của tài liệu đã học trước đó. Khoảng cách lặp đi lặp lại khai thác hiệu ứng khoảng cách tâm lý. Kỹ thuật này được kết hợp với nhớ lại chủ động bằng các phần mềm lặp lại cách quãng như SuperMemo, Anki hoặc Mnemosyne.
- Nhớ lại chủ động, một phương pháp học tập khai thác hiệu ứng kiểm tra - thực tế là việc ghi nhớ hiệu quả hơn khi dành thời gian để chủ động lấy thông tin cần học thông qua kiểm tra với phản hồi thích hợp. Flashcard là một ứng dụng thực tế của nhớ lại chủ động.
- Dùng mnemonic, một loại hỗ trợ bộ nhớ. Mnemonics thường bằng lời nói, chẳng hạn như một bài thơ rất ngắn hoặc một từ đặc biệt được sử dụng để giúp một người nhớ một cái gì đó, đặc biệt là danh sách, nhưng chúng có thể là hình ảnh, động học hoặc thính giác. Mnemonics dựa trên sự liên kết giữa các cấu trúc dễ nhớ có thể liên quan trở lại dữ liệu cần nhớ. Điều này dựa trên nguyên tắc rằng tâm trí con người dễ dàng ghi nhớ nhiều thông tin không gian, cá nhân, đáng ngạc nhiên, tình dục hoặc hài hước hoặc có ý nghĩa khác hơn là các chuỗi tùy ý.
- Một hệ thống liên kết ghi nhớ, một phương pháp ghi nhớ danh sách, dựa trên việc tạo ra một liên kết giữa các yếu tố của danh sách đó. Ví dụ, nếu muốn nhớ danh sách (chó, phong bì, mười ba, sợi, cửa sổ), người ta có thể tạo một hệ thống liên kết, chẳng hạn như một câu chuyện về một "con chó bị mắc kẹt trong phong bì, gửi cho một con mèo đen không may mắn chơi với sợi bên cửa sổ ". Sau đó, người ta lập luận rằng câu chuyện sẽ dễ nhớ hơn chính danh sách. Ngoài ra, người ta có thể sử dụng trực quan hóa, nhìn thấy trong tâm trí của một người một hình ảnh bao gồm hai yếu tố trong danh sách nằm cạnh nhau. Người ta có thể tưởng tượng một con chó bên trong một phong bì khổng lồ, sau đó hình dung ra một con mèo đen không may mắn (hoặc bất cứ điều gì nhắc nhở người dùng 'mười ba') đang ăn một phong bì khổng lồ. Để truy cập vào một yếu tố nhất định của danh sách, người ta cần phải "duyệt" hệ thống (nhiều trong cùng một danh sách được liên kết), để có được yếu tố đó từ hệ thống.
- Một hệ thống chốt ghi nhớ, một kỹ thuật để ghi nhớ danh sách. Nó hoạt động bằng cách ghi nhớ trước một danh sách các từ dễ liên kết với các số mà chúng đại diện (1 đến 10, 1-100, 1-1000, v.v.). Những đối tượng đó tạo thành "chốt" của hệ thống. Sau đó, trong tương lai, để nhanh chóng ghi nhớ một danh sách các đối tượng tùy ý, mỗi đối tượng được liên kết với chốt thích hợp. Nói chung, một danh sách chốt chỉ phải được ghi nhớ một lần, và sau đó có thể được sử dụng nhiều lần mỗi khi một danh sách các mục cần được ghi nhớ. Các danh sách được tạo từ các từ dễ liên kết với các số (hoặc chữ cái). Danh sách chốt được tạo từ các chữ cái trong bảng chữ cái hoặc từ vần rất dễ học, nhưng bị giới hạn về số lượng chốt mà chúng có thể tạo ra.
- Hệ thống chính, một kỹ thuật ghi nhớ được sử dụng để hỗ trợ ghi nhớ các số còn được gọi là hệ thống số ngữ âm hoặc hệ thống ghi nhớ ngữ âm. Nó hoạt động bằng cách chuyển đổi số đầu tiên thành âm phụ âm, sau đó thành từ bằng cách thêm nguyên âm. Các từ sau đó có thể được ghi nhớ dễ dàng hơn các số, đặc biệt là khi sử dụng các quy tắc ghi nhớ khác gọi các từ này là trực quan và cảm xúc.
- Phương pháp định vị hoặc cung điện tâm trí, một kỹ thuật ghi nhớ được thực hành từ thời cổ đại, là một loại hệ thống liên kết ghi nhớ dựa trên các địa điểm (loci, còn được gọi là địa điểm). Nó thường được sử dụng trong đó danh sách dài các mục cần phải ghi nhớ. Kỹ thuật này đã được dạy trong nhiều thế kỷ như là một phần của chương trình giảng dạy ở trường học, cho phép một nhà hùng biện dễ dàng ghi nhớ một bài phát biểu hoặc sinh viên dễ dàng ghi nhớ nhiều điều theo ý muốn.
- Nghệ thuật của bộ nhớ, một nhóm các nguyên tắc và kỹ thuật ghi nhớ được sử dụng để tổ chức các lần hiển thị bộ nhớ, cải thiện khả năng nhớ lại và hỗ trợ kết hợp và 'phát minh' các ý tưởng. Nhóm nguyên tắc này thường được kết hợp với đào tạo về tu từ học hoặc logic từ thời Hy Lạp cổ đại, nhưng các biến thể của nghệ thuật này đã được sử dụng trong các bối cảnh khác, đặc biệt là tôn giáo và ma thuật. Các kỹ thuật thường được sử dụng trong nghệ thuật bao gồm liên kết các hình ảnh bộ nhớ nổi bật về mặt cảm xúc trong các vị trí trực quan, chuỗi hoặc liên kết các nhóm hình ảnh, liên kết hình ảnh với đồ họa sơ đồ hoặc notae ("dấu hiệu, đánh dấu, hình vẽ" bằng tiếng Latin) và liên kết văn bản với hình ảnh. Bất kỳ hoặc tất cả các kỹ thuật này thường được sử dụng kết hợp với việc chiêm ngưỡng hoặc nghiên cứu về kiến trúc, sách, điêu khắc và hội họa, được các nhà thực hành nghệ thuật bộ nhớ xem là sự xuất hiện của hình ảnh và/hoặc tổ chức bộ nhớ trong.
- Các chuyên gia đã chỉ ra rằng giấc ngủ hỗ trợ bộ nhớ; điều này cũng đúng với giấc ngủ ngắn
- Kịch tính hóa thông tin cần ghi nhớ sẽ giúp bạn ghi nhớ nó nhiều hơn. Nếu nói một cách cường điệu và kịch tính thì rất có thể nó sẽ không bị lãng quên,
- "Khó khăn mong muốn" là một nguyên tắc dựa trên lý thuyết cho thấy mọi người nhớ mọi thứ tốt hơn khi bộ não của họ phải vượt qua những trở ngại nhỏ để nắm bắt thông tin. Ví dụ, phông chữ Sans forgetica dựa trên nguyên tắc này, theo một nghiên cứu nhỏ.[2][3]